# 古賀清志
古賀 清志（こが きよし、1908年〈明治41年〉4月10日 - 1997年〈平成9年〉11月23日）は、日本の海軍軍人。五・一五事件に連座し、反乱罪で有罪となった海軍中尉である。戦後、不二人と改名し、不二流体術を創始。

## 生涯
長崎県佐世保市で生まれ、佐賀県佐賀市で育つ。佐賀中学を経て、1928年、海軍兵学校56期卒。
王師会会員となる。
1931年（昭和6年）12月、霞ケ浦海軍飛行学生、海軍中尉となる。
1932年（昭和7年）五・一五事件では牧野伸顕邸や警視庁を襲撃。
事件後、横須賀鎮守府軍法会議で反乱幇助罪に問われ、禁錮15年の刑を受け失官。小菅刑務所に服役する。これにより従七位を失位、大礼記念章（昭和）を褫奪された。服役中に紀元節、憲法発布五十周年祝典の恩赦を受けて減刑、1938年（昭和13年）7月4日に同じ海軍の事件関係者である三上卓、黒岩勇とともに仮釈放。
その後は、中国華北青島の海軍特務部新民会などに勤務。
1955年（昭和30年）3月6日、不二流体術を創始。
1997年（平成9年）11月23日に死去。

## 著書
- 古賀不二人『私の歩道 : 五・一五反乱将校の鎮魂譜』（島津書房　1986年）